# Basawon Singh
Basawon Singh, o Basawan Singh, noto anche come Basawon Sinha (Hajipur, 23 marzo 1909 – 7 aprile 1989), è stato un attivista indiano per l'indipendenza indiana e per i diritti dei lavoratori industriali e agricoli svantaggiati.

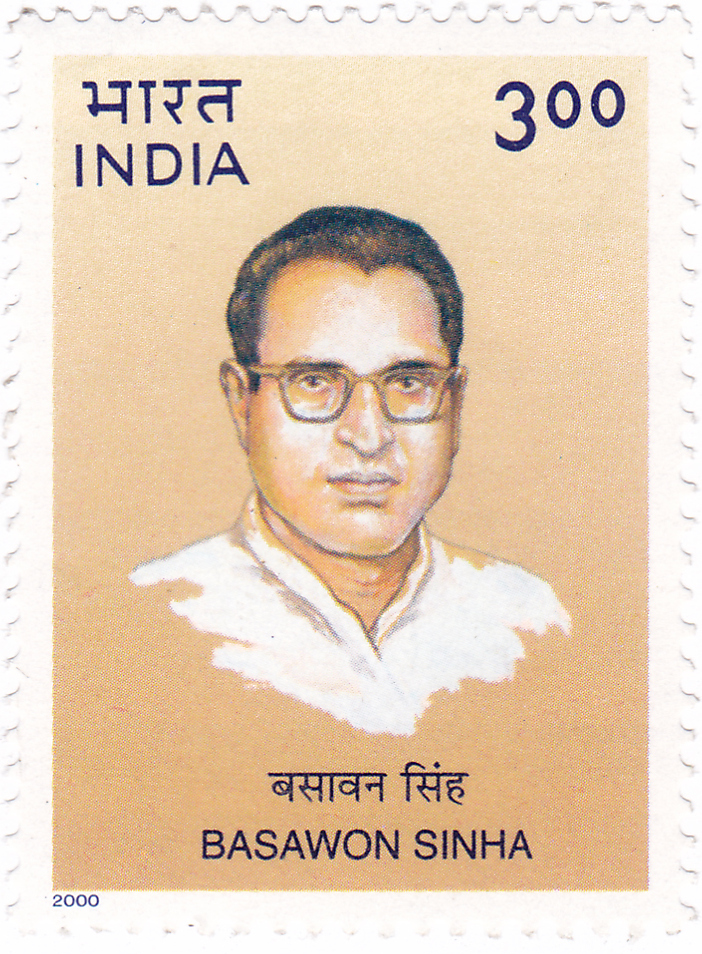
Basawon Singh su un francobollo indiano del 2000

Ha trascorso un totale di 18 anni e mezzo nelle prigioni dell'India britannica come conseguenza del suo sostegno all'indipendenza e si è impegnato nel socialismo democratico.
Insieme a Yogendra Shukla, è stato membro fondatore del Partito Socialista del Congresso in Bihar. Tra i suoi colleghi e amici rivoluzionari veniva chiamato Lambad perché molto alto.

## Primi anni di vita
Basawon Singh nacque in una povera famiglia di contadini a Jamalpur (Subhai), Hajipur, il 23 marzo 1909. Figlio unico, perse il padre all'età di otto anni. All'età di dieci anni corse ad Hajipur per vedere e ascoltare il Mahatma Gandhi. Studente brillante, si assicurò borse di studio sia nella scuola primaria che in quella media. Successivamente entrò al Liceo Dighi, insegnando ai ragazzi più grandi in cambio di vitto e alloggio. Sua madre vendeva un bambù ogni mese per due rupie per coprire le altre spese scolastiche.
Singh superò l'esame di maturità con alti voti nel 1926 e iniziò gli studi al GBB College.

## Rivoluzionario
Negli ultimi due anni di scuola Singh entrò in stretto contatto con i rivoluzionari, in particolare Yogendra Shukla, capo dell'Esercito socialista repubblicano dell'Hindustan (HRSA, Hindustan Socialist Republican Army), che fu il suo mentore. Subito dopo essersi unito all'HRSA nel 1925, Singh fu allontanato dal GBB College, ponendo così fine alla sua istruzione a livello istituzionale. Successivamente fu coinvolto con Bihar Vidyapeeth al Sadakat Ashram di Patna, dove intraprese un intenso addestramento militare con un piccolo gruppo di giovani.
Singh fuggì nel 1929 dopo il caso della cospirazione di Lahore. Fu co-accusato nei casi di cospirazione di Bhusawal, Kakori, Tirhut e Deluaha. Portò avanti il movimento insieme a Chandrashekhar Azad e Keshav Chandra Chakravarty. Fu condannato a sette anni di prigione, ma evase dal carcere di Bankipore Central nel giugno 1930 dopo tre giorni. Fu nuovamente arrestato e mandato alla prigione di Bhagalpur Centrail.
Mentre era a Bhagalpur, Singh intraprese un digiuno, che intendeva continuare fino alla morte, come protesta contro le principali condizioni disumane della prigione. Il 12º giorno di digiuno fu trasferito nella prigione centrale di Gaya e tenuto in isolamento, ma ben presto fu trasferito all'ospedale della prigione. Tutti gli sforzi per nutrirlo forzatamente fallirono. Sir Ganesh Dutt, l'allora ministro del Bihar, chiese alla madre di Singh, Daulat Kher, di andare a trovarlo ed esortarlo a rinunciare al digiuno. Quando lei vi si recò, il 50º giorno di digiuno, lo benedisse.
La gente aspettava ogni giorno al cancello della prigione per ricevere il corpo di Singh, nel caso in cui fosse morto. Anche tutti i prigionieri politici della prigione digiunarono negli ultimi giorni in solidarietà con lui, ma il 58º giorno ruppe il digiuno, dopo essere stato informato da Gandhi che le sue richieste erano state soddisfatte. Fu rilasciato dal carcere nel giugno 1936 a causa delle sue cattive condizioni di salute, con un decreto cittadino che gli imponeva limitazioni di movimento. Dopo aver violato tale restrizioni, fu nuovamente arrestato.
Durante la sua prigionia, Singh studiò materie come storia, geografia, scienze politiche, filosofia, scienze sociali e scienze naturali. Aveva una memoria fotografica.

### Politica e lavoro sindacale
Singh fu attivo nel movimento sindacale dal 1936 fino alla sua morte nel 1989. Nel dicembre 1936 aderì al Partito Socialista del Congresso e ne fu nominato segretario. Fondò sindacati nei campi di cotone, negli zuccherifici, nelle miniere di mica e nelle ferrovie del Bihar. Nel 1937 costituì il sindacato Japla e il sindacato Baulia, organizzò i lavoratori del Jamalpur Workshop insieme a Shivnath Bannerjee, formò i Gaya Cotton e Jute Mill Labour Union e la Tata Collieries Labour Association insieme a Subhas Chandra Bose, fino a diventare presidente di quest'ultima organizzazione, quando Bose lasciò l'India nel 1941. Organizzò i lavoratori del carbone di Talcher con lo stretto coordinamento e il sostegno di Dukhabandhu Mishra (membro fondatore del sindacato HMS nei bacini carboniferi di Talcher), Rajgangpur (Orissa) e Satna (MP); fondò la Mica Workers Union e la Gomia Labour Union (Explosives), sindacati successivamente affiliati alla HMS. Fu attivo nell'AIRF dal 1936, presidente della OT Railway Union da Agra a Nefa e della NE Railway Mazdoor Union.
Nell'aprile 1937 fu nuovamente arrestato a Patna per sei mesi, insieme a Jayaprakash Narayan, Benipuri e altri per attività "incostituzionali". Durante la seconda guerra mondiale fu il primo in Bihar ad essere arrestato in base all'ordinanza sulla difesa dell'India il 26 gennaio 1940 a Husainabad, Palamu e fu rilasciato dopo diciotto mesi. Durante il movimento Quit India, a seguito dell'intercettazione della lettera Deoli di Jayaprakash Narayan a lui indirizzata, nel 1941 si recò clandestinamente in Afghanistan per raccogliere armi da fuoco e munizioni. Partecipò alla sessione dell'AICC di Bombay (9 agosto 1942) e diresse il movimento in clandestinità. Fu trattenuto a Delhi l'8 gennaio 1943, per essere liberato solo il 3 aprile 1946, dopodiché continuò la sua opera nazionalista e sindacale.

### Movimento sindacale
Con Shibnath Bannerjee lavorò molto duramente per formare l'unione dei lavoratori delle ferrovie dal 1936 in poi. Sindacalizzò i lavoratori di Japla, Baulia e Dalmianagar a Shahabad; Gaya, Jamshedpur e Kanda; dei bacini carboniferi di Jharia, Hazaribagh, Kumardhubi; lavoratori di Patna City, Jamalpur; gli operai della fabbrica di zucchero di Harinagar e Marhawra; i lavoratori di Talcher e Rajgangpur in Orissa; e Satna nelle province centrali.
Successivamente alla seconda guerra mondiale, il movimento sindacale acquisì importanza e forza grazie agli sforzi instancabili di Basawon Singh, che organizzò i lavoratori in vari settori come zucchero, carbone, cemento, mica, esplosivi, industrie dell'alluminio, del ferro e dell'acciaio, ferrovie, uffici postali e banche, ecc. Fu uno dei fondatori dell'Hind Mazdoor Sabha e il suo presidente a livello statale e centrale.
Basawon Singh fu attivamente partecipe nella Federazione dei ferrovieri dell'India dal 1936 in poi. Fu presidente della Oudh Tirhoot (OT) Railway Union e della North East Railway Mazdoor Union per diversi anni e dal 1946 vicepresidente (ma presidente in carica, in quanto il presidente Subhas Chandra Bose era fuggito dall'India in quegli anni) della Federazione dei ferrovieri dell'India.

### Dalmianagar e i 30 giorni di digiuno fino alla morte
Prima dell'indipendenza Basawon Singh lavorò all'interno del movimento sindacale con instancabile zelo per la causa del socialismo democratico, perché il sindacalismo era uno dei principali fattori di cambiamento e giustizia sociale. All'inizio dell'ottobre 1938 fu arrestato a Dalmianagar sotto la Sezione 107 del CPC con altri 6 leader, visti i suoi incontri regolari e vista l'organizzazione di uno sciopero intensivo di circa 2400 uomini. Nel corso dell'attività sindacale, questo importante leader socialista ricorse spesso al metodo gandhiano del digiuno come protesta contro le ingiustizie inflitte ai lavoratori. Il 12 gennaio 1949 fu arrestato a Dalmianagar ai sensi del Decreto per la Tutela dell'Ordine Pubblico in Bihar (Bihar Maintenance of Public Order Act) e fu rilasciato alla fine del mese di marzo. Successivamente, intraprese uno sciopero della fame per 30 giorni a Dalmianagar per sostenere la causa dei lavoratori. L'allora primo ministro indiano Jawaharlal Nehru e il suo amico e collega socialista Jayaprakash Narayan intervennero e Rajendra Prasad divenne l'arbitro; solo allora Basawon Babu interruppe il digiuno il 31º giorno.

### Seconda guerra mondiale e il Quit India Movement
Dopo l'entrata dell'India nella seconda guerra mondiale, il 31 ottobre 1939 il Ministero del Congresso del Bihar, guidato da Krishna Singh, rassegnò le dimissioni. Singh fu il primo bihari (cittadino del Bihar) che osservò il Giorno dell'Indipendenza il 26 gennaio 1940, organizzando un corteo senza permesso e pronunciando un discorso contro la guerra a Japla. Di conseguenza, un mandato fu emesso dal vicecommissario di Palamau e fu avviato un procedimento contro di lui secondo le Regole per la Difesa dell'India, a causa del discorso discutibile pronunciato a Japla. Venne condannato a Daltonganj e condannato a 18 mesi di carcere duro. Fu detenuto nella Cella T. della prigione centrale di Hazaribagh, mentre Narayan fu arrestato il 18 febbraio 1940. Narayan e altri leader socialisti, incluso Ganga Sharan Singh, furono tenuti in celle diverse. Basawon Singh venne rilasciato nel luglio 1941.
Basawon Singh ricoprì un ruolo estremamente notevole e stimolante nello storico Quit India Movement, ovvero il movimento a favore della fine del dominio britannico in India. È importante ricordare che il 12 aprile 1942 egli si rivolse alla Conferenza politica del distretto di Palamau a cui parteciparono migliaia di persone, tra cui un gran numero di tribali costituiti principalmente da Kherwars e Kisans. Nella settimana successiva, alla conferenza del gruppo socialista di Kisan Sabha tenutasi il 18 e 19 aprile 1942 a Patepur a Muzaffarpur, presieduta da Abdul Hayat Chand di Patna, tenne un discorso molto motivante insieme a Reasat Karim di Dehri. Alla vigilia della Ribellione di agosto, il governo colonialista del Bihar inserì Singh all'interno della lista nera del gruppo "A", in quanto leader laburista, socialista e terrorista, classificazione I, insieme a Deep Narayan Singh, Rambriksh Benipuri, Narayan Prasad Verma, Bir Chand Patel e altri leader del distretto di Muzaffarpur. Allora si nascose e nella fitta foresta di Palamau organizzò la sua banda di guerriglieri e combattenti per la libertà. Le impetuose attività di questo leader socialista incoraggiarono la fuga di sei leader socialisti dalla prigione centrale di Hazaribagh, nella notte di Diwali, il 9 novembre 1942; essi erano Shukla, Narayan, Pandit Ramnandan Mishra, Suraj Narayan Singh, Shaligram Singh, Gulab Chand Gupta e Gulali Sonar. Narayan era impaziente di incontrare Singh per definire il piano per rovesciare il Raj britannico attraverso la lotta armata.
Singh fu nuovamente arrestato a Delhi il 7 gennaio 1943. Fu incarcerato e messo in catene nelle celle dei sotterranei del Forte Rosso, della prigione di Delhi e di Bankipur, Gaya, Bhagalpur e della prigione centrale di Hazaribagh. Fu infine rilasciato nell'aprile 1947, in seguito alla formazione del ministero del Congresso in Bihar guidato da Krishna Singh il 2 aprile 1946.

## Nell'India indipendente
Era membro dell'Esecutivo Nazionale del Partito Socialista. È il fondatore della HMS (Hind Mazdoor Sabha), una delle sei federazioni nazionali affiliate ai socialisti. Fu trattenuto per lo sciopero di Gomia nel 1965, in lotta per i diritti dei lavoratori.

### Leadership socialista
Nel febbraio 1948, il Partito Socialista del Congresso si separò dal Congresso. Singh fu un leader di spicco del Partito socialista, fino alla sua fusione con altri partiti politici per formare il Janata Party e il suo governo in Bihar e in India nel 1977. Fu inoltre membro dell'esecutivo nazionale del Partito socialista dal 1939 al 1977 e per molti anni fu il suo presidente.
Vinse da Dehri-on-Sone alle prime elezioni generali del 1952, diventando un importante leader dell'opposizione dal 1952 al 1962. Membro del Consiglio legislativo dal 1962 al 1968, diventò anche uno dei più potenti ministri del governo (Ministro del lavoro, della pianificazione e dell'industria) nel governo di coalizione del 1967. Durante il periodo dell'Emergenza del 1975, rimase in clandestinità per 20 mesi a condurre il movimento, e sua moglie fu incarcerata in base al MISA (Maintenance of Internal Security Act, il decreto per il mantenimento della sicurezza interna), in quanto potenziale "minaccia" per il governo.
Nel 1977 venne eletto in Dehri-on-Sone, diventando nuovamente Ministro del lavoro, della pianificazione e dell'industria nel governo del partito Janata nello stato del Bihar. Morì il 7 aprile 1989.
Sua moglie Kamala Sinha, una nipote del fondatore di Jan Sangh Syama Prasad Mukherjee, era anch'essa una politica e diplomatica. Venne eletta due volte nel Rajya Sabha (la camera alta del Parlamento indiano) dal 1990 al 2000, e in seguito lavorò come ambasciatrice in Suriname e Barbados. Diventò inoltre la prima donna Ministro dell'Unione di Stato (MoS) per gli affari esteri, nel consiglio dei ministri di IK Gujral.

### Viaggi all'estero
Basawon Singh era estremamente dotto ed era noto per la sua erudizione tra gli attivisti del Movimento per l'indipendenza indiana. Rappresentò il Paese in varie occasioni. Per la prima volta fece visita a Rangoon nel 1950. Nel 1951 fu delegato alla Prima Conferenza Socialista Asiatica tenutasi a Rangoon. Nel 1954 andò in Cina e guidò la delegazione indiana a partecipare alla Celebrazione del Primo Maggio. Nel 1956, ha rappresentò la Hind Mazdoor Sabha alla conferenza annuale del Japan Trade Union (Sindacato del Giappone) a Domei. Nello stesso anno si recò in Unione Sovietica e guidò la delegazione indiana alla Celebrazione del Primo Maggio. Visitò gli Stati Uniti nel 1984 su invito dell'American Federation of Labour Congress of Industrial Workers Organization.

## Riconoscimenti
Il 23 marzo 2000, il governo indiano emise un francobollo commemorativo a suo nome. C'è uno stadio al coperto chiamato Basawan Singh Indoor Stadium nella città di Hajipur in Bihar.

### Primarie
- Vijoy Kumar (ed. ), Bihar Vidhanmandal Mein Basawan Singh ke Sambhashan, Patna: Bihar Rajya Abhilekhagar Nideshalaya, Government of Bihar, 2017.
- Mahendra Pal (ed.), Basawan Singh nei registri degli Archivi di Stato del Bihar, Patna: Bihar Rajya Abhilekhagar Nideshalaya, Government of Bihar, 2019.

### Secondario
- Il 30 maggio 1994, il Times of India ha pubblicato un opuscolo sia in inglese che in hindi, intitolato "A Tribute" ("Un Tributo").
- Basawon Sinha; A revolutionary patriot. Commemorative Volume ed. Rita Sinha e R. Manikaran (1999).
- Basudev Chatterji, Towards Freedom: Documents on the Movement for Independence in India, 1938, Part 2, Oxford University Press, 1999.
- Gayatree Sharma, Basawon Singh: A Revolutionary Patriot, Abhilekh Bihar, Ank 7, Bihar State Archives, Government of Bihar, 2016.
- Thought, Volume 7, Siddhartha Publications, 1955.
- KK Datta, Storia del movimento per la libertà in Bihar, Volume 3, Government of Bihar, 1957.
- Brij Mohan Toofan, When Freedom Bleeds: Journey Through Indian Emergency, Ajanta Publications, 1988.
- Civil Liberties in India: Being Papers Submitted to the Indian Civil Liberties Conference tenutasi a Madras il 16 e 17 luglio 1949, Volume 1, Madras Civil Liberties Union, 1949.
- VB Singh, Shankar Bose, State Elections in India: Data Handbook on Vidhan Sabha Elections, 1952-85, Volume 1, Edition 2, Sage, 1987.
- Gyan Prakash Sharma, Congress and the Peasant Movement in Bihar, Somaiya Publications, 1987.
- Vivekananda Shukla, Rebellion of 1942: Quit India Movement, HK Publishers & Distributors, 1989.
- Pensiero, volume 15, Siddhartha Publications, 1963.
- Nanak Chand Mehrotra, The Socialist Movement in India, Sangam Books, 1995.
- Atti, Indian History Congress, Parte 1, Indian History Congress, 2007.
- Madhavan K. Palat, Sarvepalli Gopal, Selected Works of Jawaharlal Nehru: Second series, Volume 10, Jawaharlal Nehru Memorial Fund, Oxford University Press, 1984.
- Selected Works of Jawaharlal Nehru, Volume 12, Jawaharlal Nehru Memorial Fund, Oxford University Press, 1991.
- NMP Srivastava, Colonial Bihar, Independence and Thereafter: A History of the Searchlight, KP Jayaswal Research Institute, Patna, 1998.
- NMP Srivastava, Militant Nationalism in Colonial Bihar: 1905-1947, KP Jayaswal Research Institute, Patna, 2013.

| Controllo di autorità | VIAF (EN) 895534 · ISNI (EN) 0000 0000 3967 6084 · LCCN (EN) no99026269 · GND (DE) 122444663 |